# Congresso de Chilpancingo

Bandera Nacional da Guerra do México como foi dada no decreto de 14 de julho de 1815 pelo "Supremo Congreso Mexicano".

O Congresso de Chilpancingo, também chamado de Congreso de Anáhuac, reunido em 13 de setembro de 1813 por José María Morelos y Pavón foi a primeira conferência independente que substituiu a junta de Zitácuaro, declarando a independência da América do Norte da Coroa Espanhola.
O congresso aboliu a escravidão, estabeleceu os direitos do povo, se distinciando de classes e castas; ordenou a divisão dos latifúndios (fazendas que tiveram mais de duas léguas), e votou a declaração de Independência. 

## Integrantes do Congreso
- Ignacio López Rayón, deputado pela província de Nueva Galicia;
- José Sixto Verduzco, deputado pela província de Michoacán;
- José María Liceaga, deputado pela província de Guanajuato;
- Andrés Quintana Roo, deputado pela província de Puebla;
- Carlos María Bustamante, deputado pela província do México;
- José María de Cos, deputado pela província de Zacatecas;
- Cornelio Ortiz Zárate, deputado pela província de Tlaxcala
- Carlos Enríquez del Castillo, secretário.
- José María Murguía, deputado pela província de Oaxaca;
- José Manuel de Herrera, deputado pela província de Técpan.